# 1157 Arabia
Az 1157 Arabia (ideiglenes jelöléssel 1929 QC) a Naprendszer kisbolygóövében található aszteroida. Karl Wilhelm Reinmuth fedezte fel 1929. augusztus 31-én, Heidelbergben.